# Acruspex spinipennis
Acruspex spinipennis är en skalbaggsart som först beskrevs av Dmytro Zajciw 1970.  Acruspex spinipennis ingår i släktet Acruspex och familjen långhorningar. Inga underarter finns listade i Catalogue of Life.